# Arcan
Arcanul este un laț pentru prinderea sau pentru priponirea animalelor, în special a vitelor. Este similar lasoului folosit de cowboy-i americani.
În Principatul Moldovei, luarea de flăcăi la oaste se făcea cu arcanul, după cum amintește Creangă în opera sa Amintiri din copilărie despre luarea la oaste a dascălului său.